# Villa Sonnino
Villa Sonnino è una costruzione del XVI secolo e si trova in località Cigoli di San Miniato in Toscana.
Si trova su una collinetta a metà strada tra Pisa e Firenze. Un lungo viale di cipressi arriva sino alla villa, nella corte dove si trova l’ingresso. A destra e a sinistra è presente un bosco di querce e di bamboo.

## Storia
Realizzata nel Cinquecento sui resti di un fortino del Trecento, fu abitata dai Grifoni, originari di San Miniato e presenti alla corte dei Medici.
La villa fu ristrutturata e ampliata nel corso del Settecento da Cosimo di Jacopo Grifoni; vi lavorarono, tra gli altri, l'architetto Antonio Maria Ferri e lo scultore tardo barocco Carlo Marcellini. Quindi passò ai Venerosi Pesciolini e nella seconda metà dell'Ottocento venne acquistata dalla famiglia Sonnino, da cui prende il nome.
Fu residenza di Giorgio Sonnino, che fu sindaco di San Miniato dal 1876 al 1882; all'epoca era prevalentemente un’azienda agricola e zootecnica che dava lavoro a molte persone del circondario.
Il fratello di Giorgio, il barone Sidney Sonnino, fu deputato del Regno d'Italia dal 1880 al 1919.
Dopo il matrimonio tra la figlia di Giorgio e il duca Vincenzo di Soma, la villa passò a questa famiglia fino al secondo dopoguerra.
L'edificio oggi ospita un albergo e un ristorante.
La proprietà si estende su una cappella cinquecentesca ornata con l'affresco del Trionfo di San Carlo.